# Gouvernement de Kalouga
1796–1929
Entités suivantes :
- Oblast industriel du centre

Le gouvernement de Kalouga (en russe : Калужская губерния) est une division administrative de l’Empire russe, puis de la R.S.F.S.R., située en Russie centrale avec pour capitale la ville de Kalouga. Créé en 1796, le gouvernement exista jusqu’en 1929.

## Géographie
Le gouvernement de Kalouga était bordé par les gouvernements de Moscou, Toula, Orel et Smolensk.
Le territoire du gouvernement de Kalouga est maintenant réparti entre les oblasts de Kalouga et Toula.

## Histoire
Le gouvernement a été créé en 1796 à partir de la province (namestnitchestvo) de Kalouga. En 1812, il est le théâtre de combats entre la Grande Armée et l’armée impériale russe lors de la bataille de Maloyaroslavets. En janvier 1929, le gouvernement est supprimé et son territoire fait partie de l’Oblast industriel du centre.

## Subdivisions administratives
Au début du XXe siècle, le gouvernement de Kalouga était divisé en onze ouiezds : Borovsk, Jizdra, Kalouga, Kozelsk, Likhvine, Maloïaroslavets, Medyne, Mechtchovsk, Mossalsk, Peremychl et Taroussa.

## Population
En 1897, la population du gouvernement était de 1 132 843 habitants, dont 99,4 % de Russes.